# Reuzenvuurbuikpad
De reuzenvuurbuikpad (Bombina maxima) is een kikker uit de familie Bombinatoridae. De soort, die voor het eerst wetenschappelijk werd beschreven door Boulenger in 1905, behoort tot het geslacht van de vuurbuikpadden (Bombina).

## Uiterlijke kenmerken
Een reuzenvuurbuikpad kan een lengte bereiken van 55 tot 80 millimeter. Het kikkervisje van de reuzenvuurbuikpad heeft een lengte van rond de 27 millimeter. De soort heeft een bruine lichaamskleur, vergrote klierknobbels aan de bovenzijde en gele vlekken aan de buikzijde. De reuzenvuurbuikpad is giftig, waarvan gebruik gemaakt wordt in de Chinese geneeskunde. Ze zijn actief tijdens de schemering en voeden zich met insecten.

## Verspreiding en habitat
De reuzenvuurbuikpad komt voor in twee verschillende gebieden:
- In het zuiden van China, in de provincies Hubei, Guizhou, Guangxi, Sichuan en Yunnan.
- In het noorden van Vietnam, in de provincies Lào Cai, Lai Châu en Hà Giang.

De reuzenvuurbuikpad kan zich ook in Myanmar laten zien, maar zijn verschijning in dat land is zeer schaars. Reuzenvuurbuikpadden leven voornamelijk in moerassen, sloten en op landbouwgrond, op een hoogte van 1800 tot 3000 meter boven zeeniveau.

## Synoniemen
- Bombina fortinuptialis (Hu & Wu, 1978)
- Bombina microdeladigitora (Liu, Hu & Yang, 1960)

Deze laatste -Bombina microdeladigitora- wordt tegenwoordig als een aparte soort gezien.